# Cicerbita chiangdaoensis
Cicerbita chiangdaoensis là một loài thực vật có hoa trong họ Cúc. Loài này được H.Koyama mô tả khoa học đầu tiên năm 2001.